# Detroit techno
Detroit techno es un estilo de música electrónica que nació al comienzo de los años 1980. Detroit está considerado el lugar de nacimiento del techno. Los artistas pioneros de Detroit techno más importantes son Juan Atkins, Derrick May, Kevin Saunderson y Eddie Fowlkes. Son rasgos distintivos del Detroit techno el uso de sintetizadores analógicos y cajas de ritmos, especialmente la Roland TR-909.

## Historia

### The Belleville Three
Las tres personas más profundamente ligadas al nacimiento del Detroit techno como género son Juan Atkins, Kevin Saunderson y Derrick May, también conocidos como The Belleville Three. Los 3 se conocieron en el instituto donde estudiaban, Belleville High School, ubicado en Belleville, una "barriada burguesa a menos de cincuenta kilómetros de Detroit". Kevin Saunderson había nacido en Nueva York, pero se mudó a los 9 años a Detroit, ciudad en la que Atkins y May habían nacido. En la época en que se conocieron, había pocos negros más aparte de ellos en el instituto. 

#### Influencias
Como otros jóvenes de su generación, la mayor influencia musical del trío de Belleville fue el programa de radio nocturno "The Midnight Funk Association", conducido por The Electrifying Mojo. Este espacio se caracterizaba por una programación ecléctica que generalmente estaba fuera de los sonidos de moda de la época. Su parrilla daba un especial protagonismo al p-funk, y lo combinaba con sonidos europeos como los de Kraftwerk, Depeche Mode o los nuevos románticos, todo ello intercalado con música clásica o funk clásico. Juan Atkins fue el primero de los tres en adquirir un sintetizador, y también fue el primero que les enseño a Derrick May y Kevin Saunderson a mezclar.

#### Carrera temprana
Bajo el nombre Deep Space Soundworks, Aktkins y May comenzaron a tocar como DJs en el circuito de fiestas de Detroit. En 1981, Mojo ya ponía las sesiones grabadas por los tres de Belleville. El trío viajó a Chicago para investigar la incipiente escena house, y en especial a legendarios DJs como Ron Hardy o Frankie Knuckles.

#### Primera ola de Detroit techno
Juan Atkins formó el grupo de electro Cybotron con el veterano de Vietnam Richard Davis, al que conoció en un curso de sonido en el Washtenaw Community College. Su primer sencillo, “Alleys of Your Mind”, fue grabado en su sello Deep Space en 1981 y vendió 15.000 copias. Gracias a este éxito consiguieron un contrato con el sello californiano Fantasy, en el que publicaron temas como “Cosmic Cars” y “Clear”. Tras la disolución del grupo, Atkins siguió grabando bajo el nombre Model 500 en su propio sello, Metroplex, dejando el electro para encaminarse hacia el sonido techno cuyas bases se habían sentado en Clear.
El grupo de pioneros del Detroit techno, entre los que se encontraban además de los tres de Belleville otros músicos como Eddie Fowlkes y James Pennington, estaba bastante unido. Compartían equipo y material de estudio y colaboraban en proyectos conjuntos. Sin embargo, también existieron divergencias y fricciones entre ellos, lo que quizá explique la creación por cada uno de los tres de Belleville de un sello discográfico propio: Metroplex por Atkins, Transmat por May y KMS por Saunderson.
Inspirados por la escena de clubs de Chicago, los tres pusieron en marcha una discoteca propia en el downtwon de Detroit, llamada Music Institute. El club contribuyó a generar un espíritu de unidad en la escena, desarrollándose una "familia" underground que inspiró a numerosos músicos de la época.

#### Éxito internacional
En 1988, gracias a la popularidad que iba alcanzando la música de baile en Inglaterra, el empresario Neil Rushton estableció contacto comercial con Derrick May, quien le facilitó copias de su música. El sonido de Detroit terminó de configurarse como un género con entidad propia y diferenciada de otras escenas norteamericanas gracias al recopilatorio Techno! The New Dance Sound of Detroit publicado en 1988. El término techno fue sugerido por Juan Atkins y su origen parece estar en su tema "Techno City". 
El acuerdo comercial de Derrick May y el posterior salto internacional del Detroit techno no fue originalmente bien visto por algunos de los pioneros del género, como el mismo Juan Atkins, que desconfiaban de su exposición fuera del circuito underground.

### Segunda Ola
La primera ola de Detroit techno alcanzó su cénit hacia 1988-1989. En aquel momento, la escena rave europea abrazó el sonido de Detroit, logrando algunos de sus temas la categoría de himnos generacionales, como "Strings of Life" de Derrick May.
Una vez que el Detroit techno se convirtió en un género musical con unos elementos distintivos claramente identificables, surgió toda una segunda generación de músicos en la ciudad del motor que comenzaron a desarrollar un sonido propio a partir del original. Entre ellos se cuentan el colectivo de techno militante Underground Resistance, con sus creadores Jeff Mills, Mike Banks y Robert Hood a la cabeza, o el dúo de los hermanos Octave One. También desde fuera de EE. UU. se produjeron acercamientos, como el del canadiense Richie Hawtin, más centrado en el sonido que en el mensaje futurista y afrocéntrico del Detroit techno. Otros como Carl Craig dotaron a esta música de una nueva sonoridad cósmica y en ocasiones buscaron su fusión con elementos del jazz.

### DEMF
En 2000 se celebró por primera vez el  Detroit Electronic Music Festival (DEMF), festival musical dedicado al género musical y a otros vinculados que tiene lugar en Hart Plaza, cerca de la ribera del río Detroit. Este festival ha cambiado varias veces de nombre (Movement, Fuse-In).

## Productores de Detroit techno
| - Alan Oldham - Anthony Shakir - Aril Brikha - Aux 88 - Blake Baxter - Carl Craig - Claude Young - DJ Rolando - Derrick May - Gerald Donald - Microesfera - Dopplereffekt - Drexciya - Eddie Fowlkes - Gerald Mitchell - Jay Denham - Jeff Mills - Juan Atkins - Kelli Hand | - Kenny Larkin - Kevin Saunderson - Martin Bonds - Mike Banks - Mike Grant - Moodymann - Octave One - Richard Davis - Richie Hawtin - Robert Hood - Scan 7 - Sean Deason - Suburban Knight - Stacey Pullen - Terrence Dixon - Theo Parrish - The Martian |

## Principales sellos de Detroit techno
| - 430 West Records - Acacia Records - Axis - Black Nation - Dow Records - Electrofunk Records - Fragile - Frictional Recordings - KMS Records - Metroplex - Moods & Grooves | - M-Plant - Matrix Records (Detroit) - Planet E Communications - Plus 8 - Pure Sonik Records - Red Planet - Subject Detroit - Submerge Recordings - Teknotika - Transmat - Underground Resistance |